# Callisthenia plicata
Callisthenia plicata är en fjärilsart som beskrevs av Butler 1877. Callisthenia plicata ingår i släktet Callisthenia och familjen björnspinnare. Inga underarter finns listade i Catalogue of Life.